# وزارة عبد الوهاب مرجان
وزارة عبد الوهاب مرجان هي الحكومة العراقية الرابعة والخمسون، خلفت هذه الوزارة وزارة علي جودت الأيوبي الثالثة.
تشكلت الوزارة في 16 كانون الأول 1957 واستمرت إلى 2 آذار 1958 وتشكلت بعدها وزارة نوري السعيد الرابعة عشر.

## التشكيلة الوزارية
تكونت الوزارة من الوزراء أدناه:
- رئيس الوزراء: عبد الوهاب مرجان وكذلك وزير الدفاع
- وزير الداخلية: سامي فتاح
- وزير المالية: نديم الباجه جي
- وزير الخارجية: برهان الدين باش أعيان
- وزير العدلية: عبد الرسول الخالصي
- وزير الاقتصاد: محمد مشحن الحردان
- وزير الإعمار: صالح صائب الجبوري
- وزير الزراعة: جميل الأورفلي
- وزير المواصلات والأشغال العامة: عبد الأمير علاوي
- وزير الصحة: محمود بابان
- وزير الشؤون الاجتماعية: أركان عبادي
- وزير المعارف: عبد الحميد كاظم
- وزراء بلا وزارة:
  - علي الشرقي
  - عز الدين الملا
  - جواد الخطيب